# Лепсара
Лепсара — река в России, протекает по территории Пудожского района Карелии. Устье реки находится в 12 км по правому берегу Тубы. Длина реки — 19 км. В нижнем течении порожиста.

## Данные водного реестра
По данным государственного водного реестра России относится к Балтийскому бассейновому округу, водохозяйственный участок реки — Бассейн Онежского озера без рек Шуя, Суна, Водла и Вытегра, речной подбассейн реки — Свирь (включая реки бассейна Онежского озера). Относится к речному бассейну реки Нева (включая бассейны рек Онежского и Ладожского озера).